# سارة الشاهد
سارة الشاهد سباحة تونسية من مواليد 1988. تحصلت على ميدالية برونزية في سباق 4*100 متر سباحة حرة في بطولة أفريقيا للسباحة 2008.

## مواضيع ذات صلة
- بطولة أفريقيا للسباحة 2008